# 于特岛
于特岛（挪威語：Utøya，挪威語發音：[ˈʉ̂ːtˌœʏɑ] ⓘ）挪威布斯克吕郡霍勒市镇的蒂里湖中的小岛，位於首都奧斯陸西北40公里。該島距離湖岸約500米，以船隻接駁。
该岛為挪威工党的青年翼工人青年联盟拥有，夏季在此有政治活动举办。

## 2011年挪威恐怖袭击事件
2011年7月22日，在挪威于特岛发生了一起枪击事件，造成了69人死亡。